# Cowling

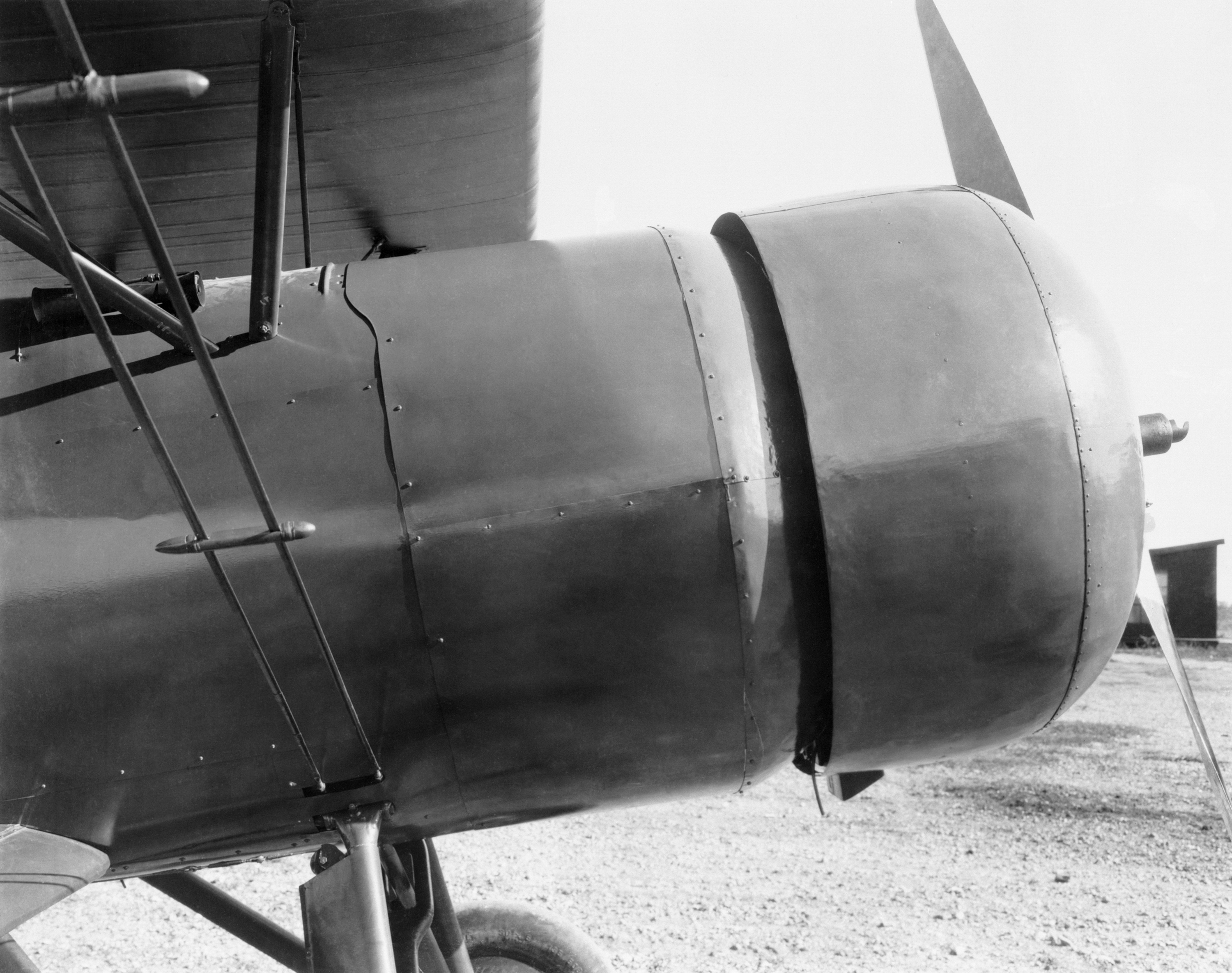
NACA-Haube an einer Curtiss AT-5A im Langley Memorial Aeronautical Laboratory (Oktober 1928)

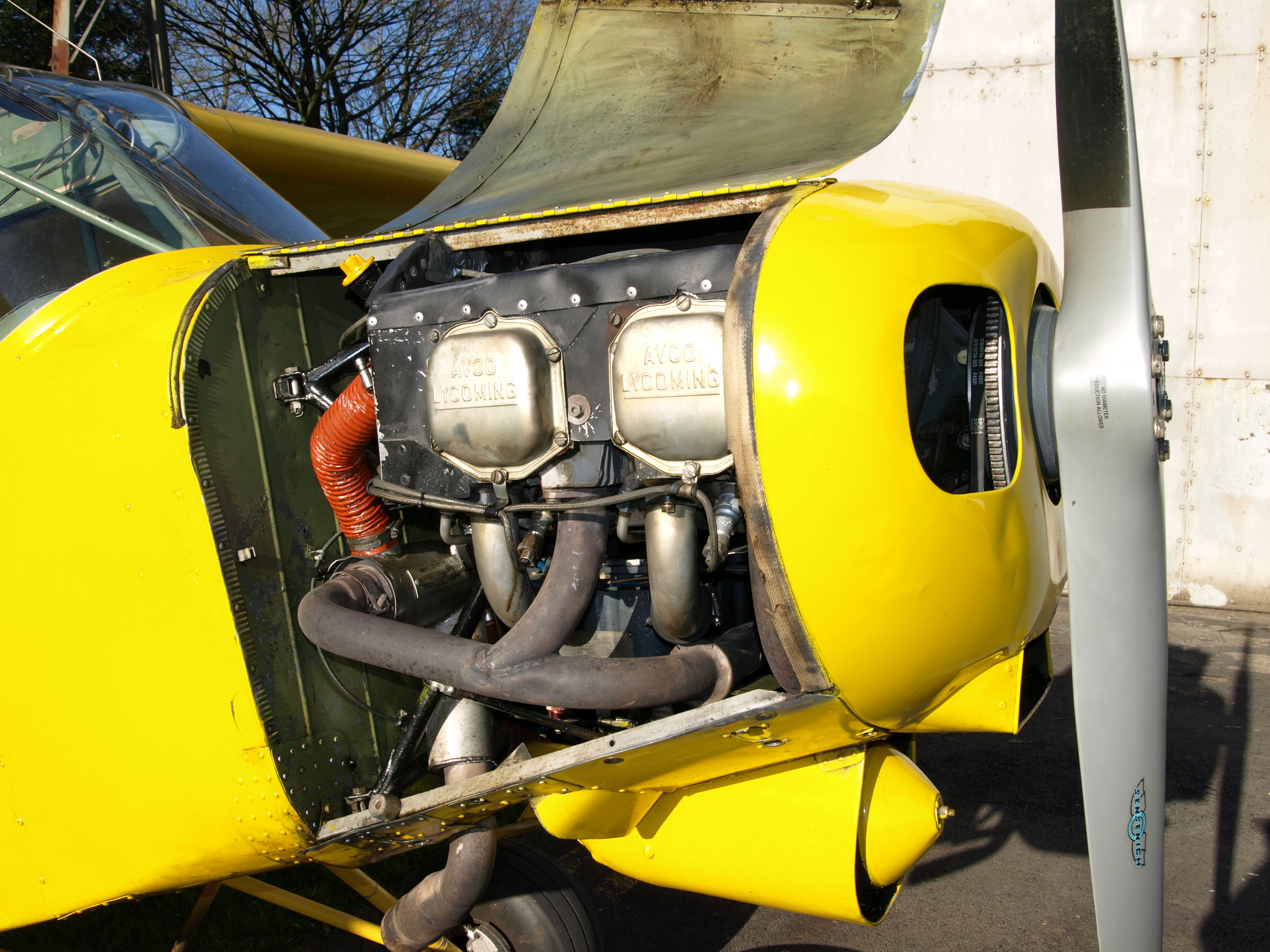
Geöffnete Cowling mit darunterliegendem Lycoming-Motor einer Piper PA 18

Die Cowling bezeichnet in der Fliegersprache die Verkleidung des Flugmotors bzw. der Flugmotoren oder Triebwerke und wird auch Motorhaube oder Triebwerksgondel genannt. Das englische Wort Cowling stammt vom lateinischen cuculla („Haube“) ab.
Eine Cowling dient
- zur Verringerung des Luftwiderstandes
- als Teil des Kühlsystems (Beeinflussung des Luftstroms zur Kühlung)
- als Lufteinlass für Strahltriebwerke
- als Zierelement

Bei einmotorigen Flugzeugen ist der Motor meist direkt vor dem Cockpit angebracht, so dass Piloten „über die Cowling blicken“, was von diesen Piloten synonym für den Blick nach vorne verwendet wird.
Klassische Cowlings sind zum Beispiel die NACA-Haube oder der Townend-Ring, welche bei Sternmotoren zum Einsatz kamen. Durch die Bauform heutzutage verwendeter Kolbenmotoren, wie etwa des Rotax 912 oder des Lycoming O-235, und erzielter Geschwindigkeit in der allgemeinen Luftfahrt, ist aerodynamisch eine Cowling heute dringend empfohlen.